# لما التعلب فات (مسلسل)

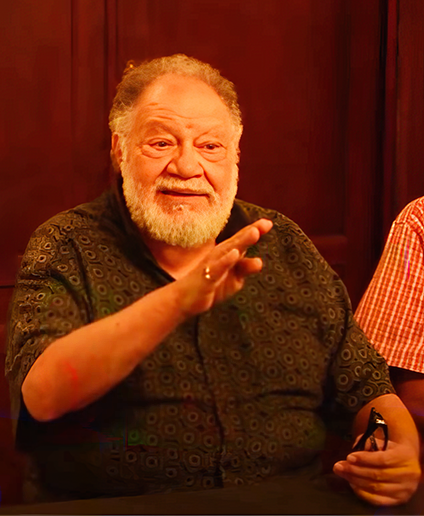
يحيى الفخراني في دور باهر العسال

مسلسل اجتماعى كوميدى للكاتب الكبير أسامة أنور عكاشة
بطولة محمود مرسي، ويحيى الفخراني، وعبد الرحمن أبو زهرة، وليلى فوزي، ونهال عنبر، وشيرين.
الموسيقى لياسر عبد الرحمن إخراج محمد النجار إنتاج 1999.